# Vaiere Mara

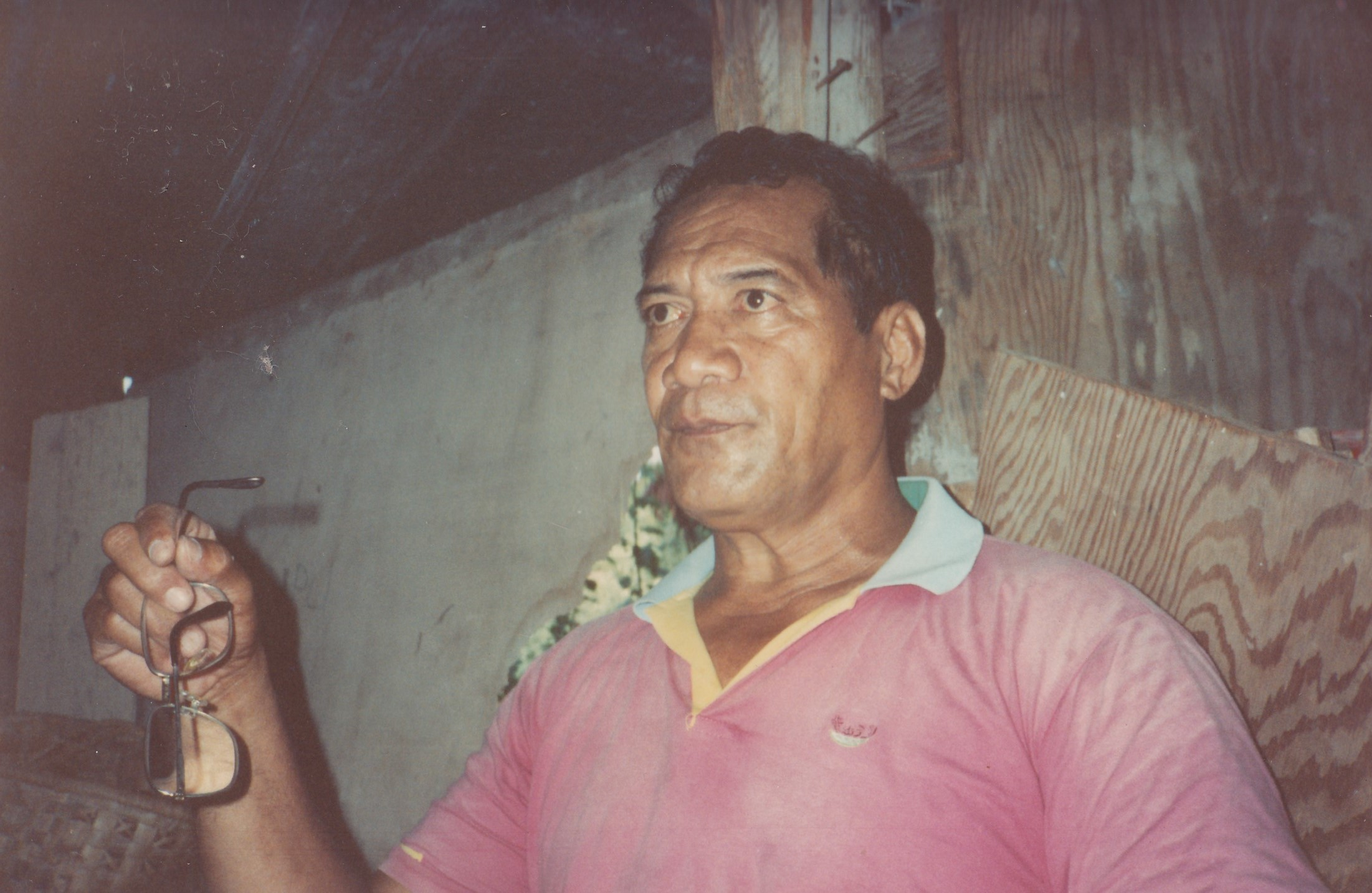
Vaieretiai Mara

Vaieretiai Mara, besser bekannt als Vaiere Mara (1936–2005), war ein polynesischer Bildhauer französischer Staatsangehörigkeit. Er war der erste moderne polynesische Bildhauer und der erste polynesische Künstler, der seine Werke signierte.
Mara wurde auf der Insel Rurutu auf den Australinseln geboren. Als Schüler des Bildhauers Joseph Kimitete, der als Bildhauer von Marquesan Tiki begann, entwickelte er schnell einen persönlichen Stil, der ihn zum ersten modernen polynesischen Bildhauer machte. Er ist auch der erste polynesische Künstler, der seine Werke signiert hat. Am häufigsten signierte er seine Werke mit MARA V. Er war sehr produktiv und schuf zahlreiche Büsten aus weißer Koralle sowie innovative polynesische Themen wie das tahitianische Tamaaraa (tahitianisches Mittagessen), die Schweinejagd und sogar Basreliefs aus Edelholz.

## Bibliografie
- Bois légendaires de Mara, sculpteur tahitien. Patrick O'Reilly, Hachette Pacifique 1979.
- Tahitiens, répertoire biographique de la Polynésie française. Patrick O'Reilly et Raoul Teissier, Musée de l'homme 1975.
- (en) Official Directory and Guide Book for Tahiti, Bernard Covit, the University of California 2009.
- Mara, le principe du corail. Jonathan Bougard, Connexions n°3, octobre 2015.
- Dossier Vaiere Mara, inventaire des œuvres. Jean Guiart et Jonathan Bougard Connexions n°9, avril 2018.
- Réhabilitation du plus grand sculpteur polynésien, dossier par Ariitaimai Amary. Tahiti Pacifique Magazine du 23 août 2019.

## Videografie
- MARA V[3]. 2019. 83 Minuten. Regie: Jonathan Bougard. In Vivo Prod / TNTV[4]